# Esporte Clube Pau Grande Estocolmo

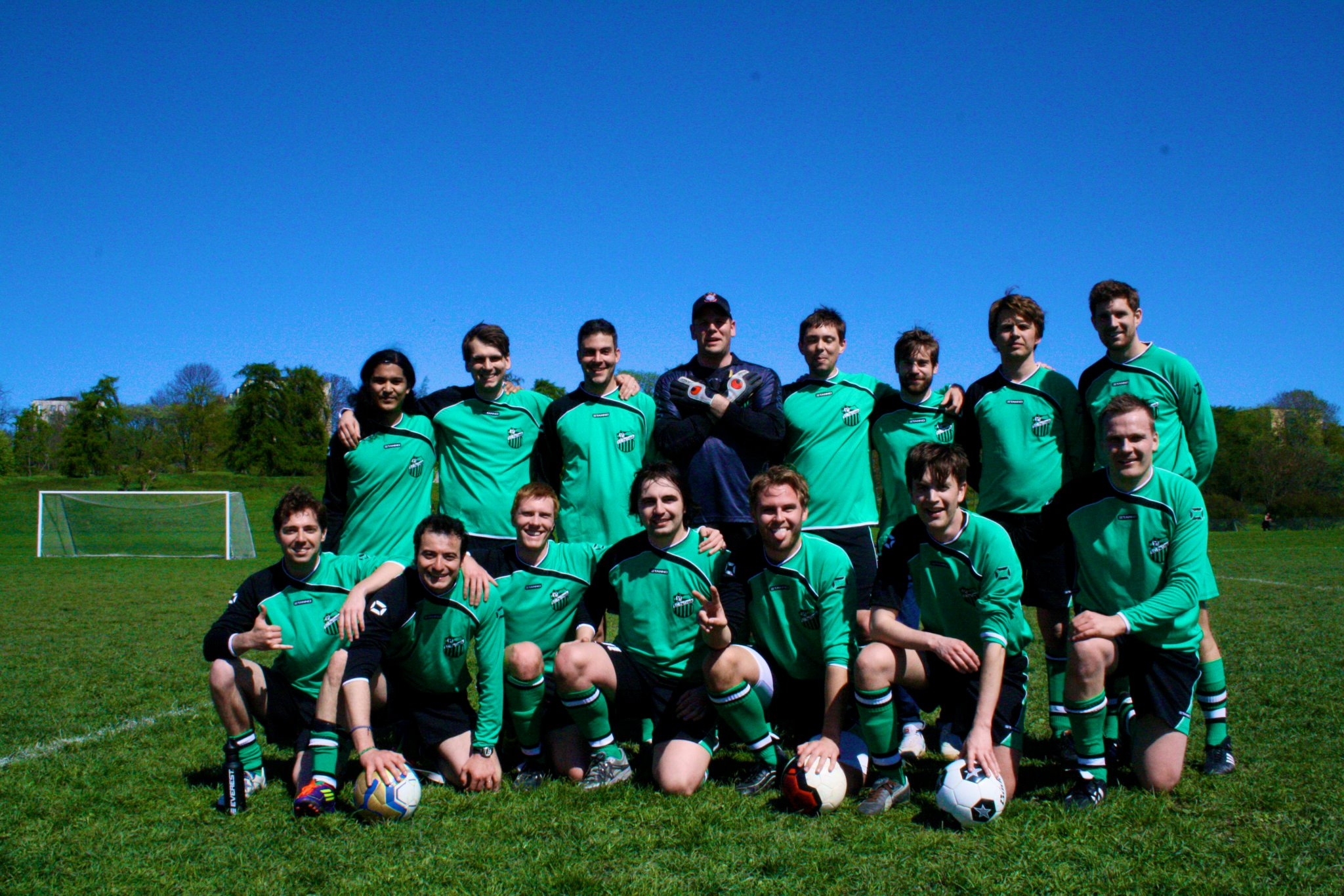
Foto do time - Temporada 2012:
Em pé, da esquerda pra direita:
Pedrinho Silva, Manteiga, Coelhão, Muralhão, Metallografite, Sócrates, Cebolinha, Enciclopédia.
Agachados, da esquerda pra direita:
Rafa, Galáctico, Jospinho, Il Pinturicchio, Casagrande, Cebolão, Comandante.

Esporte Clube Pau Grande Estocolmo é um time amador de futebol de Estocolmo, Suécia. O time foi fundado em 2011 por suecos e imigrantes brasileiros na Suécia como uma reação à falta de alegria no futebol sueco. O clube foi criado como uma forma de homenagear o jogador Garrincha. O nome é uma referência à Pau Grande, terra-natal do jogador, e ao Esporte Clube Pau Grande, time onde Garrincha começou no futebol.
A equipe ganhou notoriedade, tanto no Brasil quanto na Suécia, devido à inusitada fusão de culturas entre os dois países através do futebol .
O time mistura humor e respeito ao futebol brasileiro. Por exemplo, a equipe em sua página oficial que taticamente, o E.C. Pau Grande Estocolmo é inspirado no esquema ofensivo de Telê Santana, o chamado Jogo Bonito. O lema do time é jogar bonito é mais importante do que ganhar. 

## Equipe Atual[2]
Nota: Bandeiras indicam equipe nacional, conforme definido pelas regras de elegibilidade da FIFA. Os jogadores podem ter mais de uma nacionalidade não-FIFA.
| N.º |         | Posição | Jogador                                  |
| --- | ------- | ------- | ---------------------------------------- |
| 1   | Suécia  | G       | Fredrik "Muralhão" Stark                 |
| 2   | Suécia  | M       | Partik "Sócrates" Svederud (capitão)     |
| 3   | Suécia  | D       | Johan "Enciclopédia" Hahn                |
| 7   | Brasil  | M       | Rafael "Rafa" Laurenti                   |
| 9   | Suécia  | D       | David "Casagrande" Stoltz (vice-capitão) |
| 10  | Brasil  | M       | Pedro "Coelhão" Gomes                    |
| 11  | Albânia | A       | Musard "Il Pinturicchio" Balliu          |
| 13  | Suécia  | M       | Peter "Carvão" Kolmskog                  |
| 14  | Suécia  | M       | Jesper "Jospinho" Jarkvist               |
| 16  | Suécia  | D       | Peter "Pedrinho Silva" Brundin           |
| 17  | Espanha | A       | Jesus "Galáctico" Martin                 |
| 18  | Suécia  | D       | Johan "Tesão" Holmér                     |
| 21  | Brasil  | M       | Felipe "Glorioso" Bitencourt Oliveira    |
| 24  | Suécia  | G       | Johan "Aranha" Salwén                    |
| 51  | Brasil  | M       | Tiago "Professor Lomba" Fróes            |
| 69  | Brasil  | D       | Elísio "Hidrante" Quintino               |
| 91  | Suécia  | A       | Jan "Cotoco" Czarnecki                   |

## Títulos
- SSIF Torneio da Primavera de Campo, Divisão 2: 
  - Campeão (1): 2013[3]
  - Vice-Campeão (1): 2012